# Anthony Ryan
Anthony Ryan je skotský spisovatel fantasy a sci-Fi, nejznámější svými knihami o Vélinovi Al Sorna, z nichž první byla vydaná v roce 2013. Než se začal naplno věnovat psaní, pracoval jako výzkumník. V současné době žije v Londýně v Anglii. Má titul v oboru středověké historie.

## Životopis
Anthony Ryan se narodil v roce 1970 ve Skotsku, většinu svého dospělého života strávil v Londýně. Po úspěchu své první knihy Píseň krve, kterou vydal na vlastní náklady, se začal věnovat psaní na plný úvazek.

### Stín krkavce
- Píseň krve (2013, ČR 2014)
- Pán věže (2014, ČR 2015)
- Královna ohně (2015, ČR 2016)

### Čepel krkavce
- Volání vlka (2019, ČR 2020)
- Černá píseň (2021, ČR 2021)

Draconis Memoria
- Oheň probuzení, 2018 (The Waking Fire: Book One of Draconis Memoria, 2016)
- Legie plamenů, 2019 (The Legion of Flame: Book Two of Draconis Memoria, 2017)
- Říše popela, 2020 (The Empire of Ashes: Book Three of Draconis Memoria, 2018)

### Krátké příběhy
- Pán Sběratel – novela ke Stínu krkavce